# Nazionale maschile under 17 di football americano del Canada
La nazionale di football americano Under-17 del Canada è la selezione maschile di football americano di Football Canada, che rappresenta il Canada nelle varie competizioni ufficiali o amichevoli riservate a squadre nazionali Under-17.

## Risultati
Legenda: Grassetto: Risultato migliore, Corsivo: Mancate partecipazioni

## Dettaglio stagioni

### Tornei

#### IFAF International Bowl
| Stagione | regular season | regular season | regular season | regular season | regular season | regular season | playoff | playoff | playoff | playoff | playoff | playoff   | playoff     |
|          | Vin            | Par            | Per            | Tot            | PF             | PS             | Vin     | Per     | Tot     | PF      | PS      | risultato | avversaria  |
| -------- | -------------- | -------------- | -------------- | -------------- | -------------- | -------------- | ------- | ------- | ------- | ------- | ------- | --------- | ----------- |
| 2015     |                |                |                |                |                |                | 0       | 1       | 1       | 10      | 24      | Secondi   | Stati Uniti |
|          |                |                |                |                |                |                |         |         |         |         |         |           |             |
| Totale   |                |                |                |                |                |                | 0       | 1       | 1       | 10      | 24      |           |             |

Fonte: luckyshow.org

### Riepilogo partite disputate
| Anno | Luogo     | Evento             | Fase del torneo | Incontro             | Risultato |
| 2015 | Arlington | International Bowl | Finale          | Stati Uniti - Canada | 24 - 10   |

## Confronti con le altre Nazionali
Questi sono i saldi del Canada nei confronti delle Nazionali incontrate.

### Saldo negativo
| Nazionale   | Giocate | Vinte | Pareggiate | Perse | PF | PS | Ultima vittoria | Ultimo pari | Ultima sconfitta |
| ----------- | ------- | ----- | ---------- | ----- | -- | -- | --------------- | ----------- | ---------------- |
| Stati Uniti | 1       | 0     | 0          | 1     | 10 | 24 | -               | -           | 2015             |